# Frontlinse
Als Frontlinse bezeichnet man die erste nach außen gerichtete optische Linse eines optischen Systems. Dies kann ein Foto-Objektiv, ein Mikroskop-Objektiv oder -Okular oder auch ein Projektiv (Linsensystem für Kino- oder Dia-Projektoren) sein. 
Die Frontlinse ist meist besonders an ihrer Oberfläche behandelt, da sie direkt mit der Umwelt in Kontakt steht. Kratzfeste Beschichtungen sowie eine Antireflexbeschichtung sind häufig aufgebracht.